# گرنبورو
گرنبورو (به انگلیسی: Granborough) یک روستا و محله مدنی در بریتانیا است که در الزبری ول واقع شده‌است. گرنبورو ۵۴۵ نفر جمعیت دارد.